# مسجد لشكر كاه
مسجد لشكر كاه هو مسجد يقع في مدينة لشكر كاه في ولاية هلمند الواقعة في جنوب غرب أفغانستان.

## وصلات خارجية
- ألبوم صور مسجد لشكر كاه